# Wydział Matematyki, Fizyki i Informatyki Uniwersytetu Opolskiego
Wydział Matematyki, Fizyki i Informatyki Uniwersytetu Opolskiego (WMFiI UO) – jeden z 9 wydziałów Uniwersytetu Opolskiego powstały 1 września 2008 roku w wyniku reorganizacji Wydziału Matematyki, Fizyki i Chemii poprzez wydzielenie z jego struktur Instytutu Chemii i przekształcenia go w samodzielny Wydział Chemii. Kształci studentów na trzech podstawowych kierunkach zaliczanych do nauk ścisłych matematycznych, na studiach stacjonarnych oraz niestacjonarnych.
Wydział Matematyki, Fizyki i Informatyki jest jednostką interdyscyplinarną. W jego ramach znajdują się 2 instytuty. Aktualnie zatrudnionych jest 72 pracowników naukowo-dydaktycznych (z czego 8 na stanowisku profesora zwyczajnego, 12 na stanowisku profesora nadzwyczajnego ze stopniem doktora habilitowanego, 3 na stanowisku adiunkta ze stopniem doktora habilitowanego, 33 na stanowisku adiunkta ze stopniem doktora oraz 16 asystentów z tytułem magistra).
Najliczniejszą grupą pracowników naukowo-dydaktycznych jest 36 adiunktów. Wydział współpracuje również z emerytowanymi profesorami, których autorytet wspiera zarówno proces dydaktyczny, jak i przede wszystkim wymianę międzynarodową.
Według stanu na 2012 rok na wydziale studenci odbywają studia w ramach studiów pierwszego stopnia (licencjackich, a następnie studiów drugiego stopnia (magisterskich uzupełniających). Łącznie na wydziale studiuje 537 studentów, z czego 439 osób w ramach studiów dziennych i  98 osób w ramach studiów zaocznych. Kilkanaście osób odbywa studia doktoranckie w ramach Wydziałowego Studium Doktoranckiego.

## Władze Wydziału
W kadencji 2020–2024:
| Stanowisko        | Imię i nazwisko        |
| ----------------- | ---------------------- |
| Dziekan           | dr Piotr Urbaniec      |
| Zastępca Dziekana | dr Zbigniew Bonikowski |

## Poczet dziekanów
Wydział Matematyczno-Fizyczny
- 1954–1961: dr Rościsław Oniszczyk - matematyk
- 1961–1963: prof. dr hab. Andrzej Zięba - matematyk

Wydział Matematyki, Fizyki i Chemii
- 1963–1967: prof. dr hab. Bogdan Sujak - fizyk (fizyka ciała stałego)
- 1967–1968: dr hab. Jan Biernat - chemik (polarografia)
- 1968–1972: dr Adam Myślicki - fizyk (fizyka teoretyczna)
- 1972–1975: dr Mieczysław Piróg - fizyk (fizyki ciała stałego)
- 1976–1984: dr inż. Józef  Pietrzykowski - technolog drewna
- 1984–1987: dr Mieczysław Piróg - fizyk (fizyki ciała stałego)
- 1987–1990: dr inż. Józef  Pietrzykowski - technolog drewna
- 1990–1996: prof. dr hab. inż. Andrzej Gawdzik - chemik (inżynieria chemiczna)
- 1996–1999: prof. dr hab. inż. Witold Wacławek - chemik (monitoring środowiska)
- 1999–2002; dr hab. Józef Kusz - fizyk (fizyka doświadczalna)
- 2002–2008: prof. dr hab. Katarzyna Hałkowska - matematyk (algebra, logika)

Wydział Matematyki, Fizyki i Informatyki
- 2008–2016: dr hab. Jacek Nikiel - matematyk (topologia)
- 2016–2020: dr hab. Wiesław Szwast - informatyk (informatyka teoretyczna)
- od 2020|: dr Piotr Urbaniec - matematyk (topologia)

## Kierunki kształcenia
Wydział Matematyki, Fizyki i Informatyki UO prowadzi następujące kierunki i specjalności studiów:
- Studia licencjackie i inżynierskie (3-letnie lub 3,5-letnie, pierwszego stopnia)[2]:
- matematyka
  - matematyka finansowa
  - matematyka z zastosowaniami
  - modelowanie matematyczne i analiza danych
  - specjalność nauczycielska
- informatyka
  - bazy danych
  - grafika komputerowa
- fizyka
  - fizyka medyczna i biocybernetyka
  - nauczycielska: fizyka i matematyka
  - techniki i technologie informacyjne

Po ukończeniu studiów pierwszego stopnia studenci mogą kontynuować naukę na studiach magisterskich uzupełniających (1,5-letnie lub 2-letnie, drugiego stopnia):
- matematyka
  - matematyka finansowa
  - matematyka stosowana
  - matematyka teoretyczna
  - modelowanie matematyczne i analiza danych
  - specjalność nauczycielska
- informatyka
  - inżynieria internetowa
  - statystyka obliczeniowa
- fizyka
  - fizyka medyczna
  - nauczycielska: fizyka i matematyka

Wydział prowadzi także studia doktoranckie (trzeciego stopnia) w następujących dziedzinach:
- fizyka
- matematyka

Ponadto Wydział oferuje studia podyplomowe w zakresie fizyki, matematyki i informatyki.
Wydział ma uprawnienia do nadawania następujących stopni naukowych
- doktora nauk fizycznych w zakresie fizyki
- doktora nauk matematycznych w zakresie matematyki

## Główne kierunki działalności
Instytut Fizyki UO
- spektroskopia atomowa
- fizyka plazmy i astrofizyka
- struktura elektronowa i atomowa fazy skondensowanej
- fizyka teoretyczna; biofizyka
- dydaktyka fizyki

Instytut Matematyki i Informatyki
- ogólne systemy algebraiczne
- logika matematyczna
- zastosowania matematyki w fizyce i naukach technicznych
- topologia ogólna
- informatyka teoretyczna
- teoria procesów stochastycznych
- teoria grafów
- zastosowania informatyki

## Struktura organizacyjna

### Instytut Fizyki
Dyrektor: prof. dr hab. Włodzimierz Stefanowicz
- Katedra Fizyki Teoretycznej i Astrofizyki
- Katedra Fizyki i Spektroskopii Plazmy
- Katedra Fizyki Medycznej
- Katedra Matematyki
- I Pracownia Fizyczna
- II Pracownia Fizyczna
- Pracownia Biofizyki
- Pracownia Elektroniki
- Pracownia komputerowa
- Pracownia Radioizotopowa

### Instytut Informatyki
Dyrektor: dr hab. Lidia Tendera
- Pracownia Systemów Komputerowych

### Katedra Matematyki
Kierownik: dr hab. Barbara Majcher-Iwanow